# Japanische Wirtschaftsgeschichte
Als Wirtschaftsgeschichte Japans wird die Zeit ab dem 9. Jahrhundert betrachtet, aus dem erste wirtschaftliche Aktivitäten belegt sind. Die Interdependenz zwischen den ostasiatischen Nachbarn Japan, China und Korea zeichnet den Beginn des Fernhandels aus. Die wirtschaftsgeschichtliche Untersuchung dieser drei Länder zusammen ist nützlich und notwendig, um jedes dieser Länder einzeln zu verstehen. Ab dem 15. Jahrhundert werden die ersten Kontakte zu europäischen Seefahrern geknüpft. Die Entwicklung Japans zur Industrienation nahm ihre Anfänge schon vor der Öffnung des Landes Mitte des 19. Jahrhunderts. Die Wirtschaftsgeschichte Japans im 20. Jahrhundert wurde vor allem bestimmt durch den Weg Japans als imperialistische Regionalmacht, die anschließende Niederlage im Zweiten Weltkrieg und die daraus folgende Besetzung Japans durch die USA.
Nach dem Zweiten Weltkrieg erlebte Japan ähnlich wie Deutschland eine Phase des wirtschaftlichen Aufschwungs. In wenigen Jahrzehnten wurde aus Japan eine High-Tech-Nation. Seit den 1960er Jahren wuchs die japanische Wirtschaft jährlich zwischen vier und zehn Prozent. Die sogenannte Seifenblasen-Ökonomie (Bubble Economy), bei der am japanischen Aktien- und Immobilienmarkt spekuliert wurde, begann Mitte der 1980er und endet Anfang der 1990er Jahre. Seit den 1990er Jahren erreicht das Wirtschaftswachstum in Japan nicht mehr dieselben hohen Werte wie in der Vergangenheit. Es bewegt sich nach langer Stagnation im niedrigen einstelligen Bereich.

## Bis zum 15. Jahrhundert
In der Yayoi-Zeit, also etwa im 9. Jahrhundert vor Chr., begann in Japan die Landwirtschaft, davor wurde meist von Jagd und Fischerei gelebt. In der Landwirtschaft wurde sehr arbeitsintensiv ohne nennenswerten Gebrauch von Hilfsmitteln produziert. Unter den einzelnen Stammesverbänden wurde Tauschhandel betrieben. Verbesserte Techniken in der Landwirtschaft führten zu einem Bevölkerungswachstum. 600 vor Chr. zählte die Bevölkerung ungefähr fünf Millionen Einwohner.:9ff Von Handel und Geschäftsbeziehungen kann ab der Yamato-Zeit gesprochen werden, da ab dieser Zeit eine Politik verfolgt wurde, bei der Märkte durch Institutionen geschützt wurden. Aus der gleichen Zeit stammen auch erste Hinweise auf den Geschenkeaustausch zwischen Japan und China, die sowohl in chinesischen Historiographien niedergelegt,:21 als auch durch Funde chinesischer Münzen in japanischen Gräbern belegt sind. Die gefundenen Münzen werden auf die Zeit der Regentschaft von Wang Mang während der Späteren-Han-Zeit datiert.:2 Ein erstes Edikt von 646 n. Chr. verweist auf die Existenz von „Marktkontrolleuren“, die Handelsrouten und Märkte beaufsichtigten sowie Steuern eintrieben. Als Zahlungsmittel wurde häufig Seide verwendet.

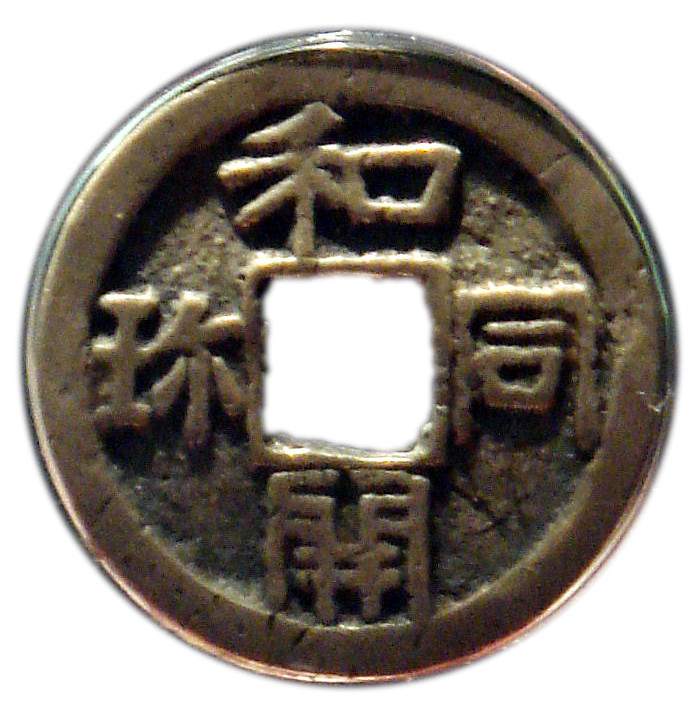
Wado-Münze aus dem 8. Jahrhundert, Silber

In der Wadō-Zeit (708–715) wurden die ersten Münzen in Japan geprägt, deren Vorlagen aus China stammten.:4ff Die Regierung forcierte eine wirtschaftliche Abwärtsspirale durch Misswirtschaft bei der Münzprägung. Zwischen 708 und 958 wurden Münzen durch verschiedene Edikte mehrfach abgewertet, so dass sie fast keinen Wert mehr besaßen.:69f Diese Entwicklung führte dazu, dass in der Heian-Zeit vor allem chinesische Münzen der Song-Dynastie verwendet wurden. Der rege Handel zwischen Japan und China führte auf japanischer Seite zu einem Handelsdefizit. Darüber hinaus kam es durch den Zufluss der chinesischen Münzen und einer inflationären Preisspirale zum Ende des 12. Jahrhunderts zur Destabilisierung von Marktpreisen, worauf die Nutzung von Münzen der Song-Dynastie zunächst untersagt wurde. Das Verbot ließ sich jedoch nicht wie erwünscht umsetzen, so dass die Nutzung von Münzen etwa ein Jahrzehnt später wieder erlaubt wurde.:95f
Mit der Heian-Zeit wurden Markttage an bestimmten Kalendertagen abgehalten, bis um 1470 Märkte bis zu sechsmal im Monat stattfanden.:12f Die mittelalterlichen Märkte wurden durch die Grundstücksbesitzer, auf deren Grund und Boden diese Märkte stattfanden, kontrolliert. Für die Organisation wurden Gebühren erhoben. Weiterhin entstanden zu dieser Zeit Kaufmannsgilden. Die Entwicklung der Märkte führte zu einem Bedeutungsgewinn der Städte und im 14. und 15. Jahrhundert zur Entstehung des Großhandels.:16ff
Seit der Tang-Dynastie gab es regen Handel mit China, der bedingt durch Herrscherwechsel immer wieder unterbrochen wurde, und zur Zeit der Song-Dynastie besonders florierte. Der Handel mit Korea begann, bei dem vornehmlich Baumwolle importiert wurde.:28ff
In der Zeit von 1280 bis 1600 fand ein Bevölkerungswachstum statt, bei dem im Jahr 1450 ca. 10 Millionen und 1600 zwischen 15 und 17 Millionen Menschen in Japan lebten. Es waren politisch unsichere Zeiten, in denen viel Geld für Kriegsführung ausgegeben wurde. Diese Kosten behinderten die wirtschaftliche Entwicklung.:XVIII

## Erste Kontakte mit Europa
Die ersten Europäer (Portugiesen) trafen zum ersten Mal auf Japan in den 1540er Jahren. Die Portugiesen nahmen den Weg über China und brachten Güter mit, die sie in Japan verkauften. Dies wird auch die Epoche des Namban-Handels genannt, die im Jahre 1639 endete.

### Handelsbeziehungen mit Portugal und Spanien

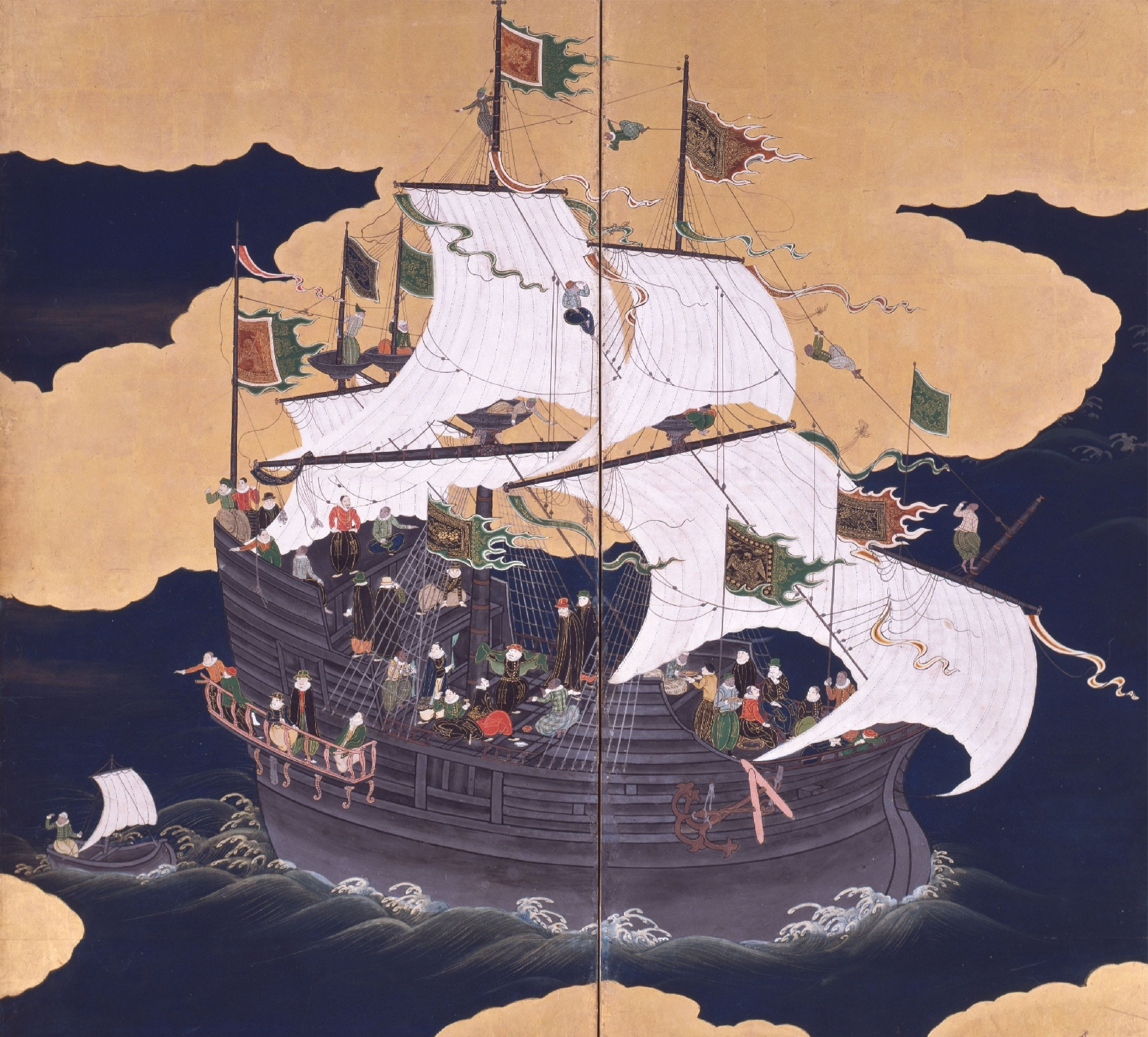
Eine portugiesische Karacke in Nagasaki (16./17. Jahrhundert)

Portugiesen landeten 1543 mit einem Schiff auf Tanegashima, einer Insel südlich von Kyûshû, auf dem Weg von Siam nach Ningbo. Ein Sturm hatte sie dahin geblasen. Während dieser ersten Begegnung verkauften sie zwei westliche Feuerwaffen (Tanegashima-Arkebuse).:32 Nachdem die Portugiesen zum ersten Mal auf der Insel Japan landeten, diente die Hafenstadt Nagasaki ab 1549 als Reiseziel der jährlich stattfindenden portugiesischen Japanfahrt. Der gemeinsame Handel stand im Vordergrund, die japanische Seite war sehr interessiert an den Kenntnissen und Fertigkeiten des Westens in den Bereichen Kartographie, Geographie und Navigation sowie im Schiffbau und der Astronomie. Obwohl sich Portugal und Spanien im Jahr 1580 unter Philipp II. vereinten, behielten beide Völker für ihre Überseegebiete die Sonderrechte in Japan.
Nach dem Tod Hideyoshis versuchte der erste Herrscher der Tokugawa-Familie, Ieyasu den japanischen Außenhandel weiter auszudehnen. Dabei wollte er den Warenaustausch nicht nur mit Portugiesen, sondern auch mit Spaniern, Holländern und Engländern. Allerdings führte die von Tokugawa ab 1612 neu eingeleitete Christenverfolgung dazu, dass die Beziehungen zwischen Spanien und Japan sich so verschlechterten, dass sie im Jahre 1624 ganz abgebrochen wurden. Im Jahr 1633 wurde das erste „Isolationsgesetz“ verabschiedet, welches den Handel mit dem Ausland verbot.:43ff

### Die Beziehung zwischen Holland und Japan
Nachdem die Engländer abgezogen und die Spanier und Portugiesen vertrieben wurden, waren die Holländer ab 1639 die einzige Verbindung zwischen Japan und Europa. Die Regierung des Shoguns leitete Maßnahmen ein, um von den Holländern regelmäßige Informationen über Europa zu bekommen. Jährlich musste eine holländische Delegation nach Edo reisen, um über die politischen und wirtschaftlichen Entwicklungen in Europa zu berichten. So bildeten sie zwar eine wichtige Grundlage für die spätere Modernisierung Japans, dies reichte jedoch nicht aus, diese Reformen in Gang zu bringen.

## Edo-Zeit
Prägende Merkmale für die Edo-Zeit sind die Kontrollmaßnahmen, die der Shogun einführte, um seine Machtposition zu festigen. Dadurch wurde die wirtschaftliche Entwicklung Japans stark beeinflusst. Diese Maßnahmen waren das Ständesystem (Shi-nō-kō-shō), wechselnde Aufwartung (Sankin kōtai), das Steuersystem (Honbyakushō) und die Abschließungspolitik (Sakoku).

### Das Ständesystem (shinōkōshō)
Die japanische Bevölkerung wurde während der Edo-Zeit in vier verschiedene Stände unterteilt. Das sind in absteigende Rangfolge die Samurai (Daimyos, ihre Vasallen und Berater), Handwerker, Bauern und die Händler. Darüber hinaus gibt es noch kleinere Gruppierungen, die nicht einbezogen wurden, wie Priester, Ärzte und Hofadel. Mitglied eines Standes wird man nur durch die Geburt, und es dürfen keine Bindungen außerhalb der Kaste geschlossen werden. Jede Organisation hat einen Stammesführer, dessen Titel nur vererbt werden konnte oder durch Adoption weitergegeben wurde.:23ff

### Wechselnde Aufwartung (Sankin kōtai)
Tokugawa führte Sankin kōtai ein, um eine bessere Kontrolle der ihm unterstehenden Daimyos zu besitzen. Alle Daimyos mussten sich, unabhängig von ihrem Wohnsitz, in Edo niederlassen und dort die Hälfte des Jahres leben. So konnte der Shogun potenzielle Aufstände rechtzeitig unterbinden. Dieses hatte große Auswirkung auf die Zentralisierung und Bedeutung Edos als Zentrum der Wirtschaft. Durch die Ansammlung großer Menschenmassen, die aus der Gefolgschaft der Daimyos bestanden, erlebte Edo einen großen wirtschaftlichen Aufschwung. Straßen und Wasserstraßen wurden aus allen Gegenden Japans in Richtung Edo und Osaka errichtet und bekräftigten Edo als Zentrum für Japans Wirtschaft.:25

### Steuersystem
Die Edo-Zeit hatte ein spezielles Steuersystem: Das Ackerland und die zuständigen Bauern (Honbyakushō) wurden schriftlich notiert, wie in einem frühen Katastersystem, und durch ein dorf- und familieninternes Kontrollsystem wurde sichergestellt, dass jeder seine Steuern zahlte. Die Steuern wurden üblicherweise in Form von Reis und vergleichbaren Gütern gezahlt, abhängig vom Ertrag der Saison.:26

### Politik der Abschließung Japans (Sakoku)
Anfang des 17. Jahrhunderts wurde eine sehr strenge Abschließungspolitik durch das Shogunat geführt. Diese hatte zum einen das Ziel, potenzielle Allianzen aufständischer Daimyos mit ausländischen Mächten zu unterbinden, zum anderen das Wachstum des Christentums zu unterdrücken und schließlich das Handelsmonopol in Japan zu schützen.:27

### Wirtschaftliche Entwicklung
In dieser Zeit kam es zu einem Populationsanstieg (im Jahr 1600 waren es 20 Millionen Menschen, 1700 schon 30 Millionen). Dies änderte sich jedoch ab dem 17. Jahrhundert, da die städtische Migration zurückging. Grund dafür war, dass von 1600 bis 1700 die Daimyos in der Lage waren, immer mehr Steuern zu verlangen; aber gegen Ende des 17. Jahrhunderts hatte die agrarwirtschaftliche Produktion ihre Grenzen erreicht. Bis 1850 haben sich die Bevölkerungszahlen kaum geändert, da die Bevölkerung aufgrund von Krankheiten und Hungersnöten dezimiert wurde. Während die Händler eine Blütezeit bis ins 18. Jahrhundert erfuhren, kam es bei den Daimyos und Samurai zu den ersten finanziellen Schwierigkeiten. Die Haupteinnahmequelle war die landwirtschaftliche Produktion. Mit sinkenden Einnahmen aus dieser Quelle und damit einhergehend der Verarmung der Bauern kam es zu ersten Aufständen in der Bevölkerung. Die Regierung führte mehrere Steuerreformen im späten 18. Jahrhundert bis ins 19. Jahrhundert durch, jedoch konnte die finanzielle Situation nicht gebessert werden.
In den letzten 30 Jahren der Tokugawa musste sich der Shogun mit den Bauern- und Samurai-Aufständen sowie finanziellen Schwierigkeiten auseinandersetzen. Schließlich führten diese Faktoren dazu, dass das Regierungsform in Frage gestellt wurde. 1860 verlangte das Volk nach einer Restauration der kaiserlichen Macht. Eine Vereinigung des Landes wurde gefordert. Letzter Shogun war Yoshinobu im Jahr 1867, der vom Meiji Herrscher abgelöst wurde.:29ff

## Protoindustrialisierung und Öffnung Japans

### Frühes 19. Jahrhundert
Im 19. Jahrhundert befand sich Japan in einem fortgeschrittenen Stadium der Proto-Industrialisierung und wies bereits alle Merkmale auf, die für die Entwicklung einer modernen Marktwirtschaft als erforderlich erachtet werden: eine voll ausgebildete Geldwirtschaft, eng vernetzte Marktstrukturen, beachtliche Kapitalvermögen, bereits umfangreiche Investitionen, eine gut ausgebaute Infrastruktur, einen beachtlichen Stand der gewerblichen und landwirtschaftlichen Produktion, eine disziplinierte Arbeitsbevölkerung, die schon seit langem daran gewöhnt war, auf eigene Rechnung zu arbeiten, die Überschüsse erzeugte und an einer stetigen Weiterentwicklung ihrer Einkommen interessiert war.

### US-Flottenkommission unter Kommodore Perry

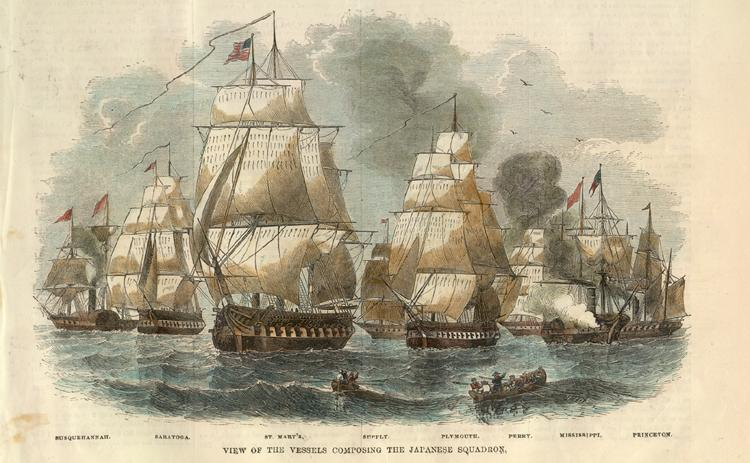
Commodore Perrys Flotte auf seiner zweiten Mission nach Japan 1854.

Durch den Handel zwischen Russland, Amerika und Europa mit China kam es dazu, dass neben niederländischen oder chinesischen, auch immer mehr andere ausländische Schiffe Kontakt mit Nagasaki aufnahmen. Zwischen 1792 und 1832 entsendeten sowohl Katharina II. als auch der ehemalige US-Präsident Andrew Jackson, Marinegesandte mit der Anfrage, Handel mit Japan treiben zu dürfen. Ihnen war jedoch kein Erfolg beschieden. 20 Jahre später versuchte es ein weiterer US-Präsident, nämlich Millard Fillmore und sendete Kommodore Matthew C. Perry. Dieser erreichte Uraga 1853 und präsentierte die amerikanischen Forderungen mit dem Versprechen, nächstes Jahr mit einer Antwort zurückzukehren. Der Besuch von Perry erwies sich als fatal für die Autorität der Bakufu und löste eine politische Krise aus. 1858 unterzeichneten Repräsentanten der Shogunate den Harris-Vertrag. Später im selben Jahr unterschrieben England, Frankreich, Russland und die Niederlande ähnliche ungleiche Verträge mit Japan.

## Industrialisierung seit der Meiji-Restauration
Seit der Meiji-Restauration entwickelte sich Japan innerhalb weniger Jahrzehnte aus einem eher rückständigen Agrarstaat hin zu einer modernen Industrienation, die mit dem Westen gleichzog und sehr schnell selbst koloniale Ambitionen zeigte.:29ff

### Neue Regierung – Herrschaft des Tenno
1867 schien das Ende der Shogunate unvermeidbar zu sein. Somit wurde die neue Regierung der Meiji-Ära gegründet. Im darauffolgenden Jahr übergaben fast alle Daimyo ihre Ländereien dem neuen Herrscher und verzichteten auf ihren Grundbesitz und ihre Privilegien. Die japanischen Bauern zahlten nun ihre Abgaben, jetzt also reguläre Steuern, an den Staat und nicht mehr an ihre früheren Grundherren. Die Macht des Tenno wurde dadurch noch einmal erheblich gestärkt. Die Macht der Feudalherren war dadurch nicht beendet. Vielmehr zeigte sich, dass die alte Elite auch die neue war. Die Daimyo bekamen vom Staat hohe Abfindungen und Pensionen für die Ländereien, die jetzt dem Staat unterstellt waren. Schon bald entwickelte sich aus Teilen des Feudaladels die neue Unternehmerelite, die nun, jetzt nicht mehr über Grundbesitz, sondern über Kapitaleigentum verfügte und weiterhin das Land beherrschte. Die alten Machthaber hatten sich modernisiert, die Meiji-Restauration ermöglichte es ihnen, weiterhin, unter veränderten Bedingungen, die Führungsrolle zu übernehmen.

## Kolonialherrschaft Japan
Japan war zwischen 1895 und 1945 Kolonialmacht. Motiviert wurde die Kolonialisierung Japans von der eigenen Angst Opfer der Kolonialisierung westlicher Länder zu werden und dem Wunsch nach politischer Bedeutung. Nach dem Sieg Japans über China im ersten Sino-Japanischen Krieg 1894–1895 und über Russland im Russisch-Japanischen Krieg 1904–1905 gewann Japan Einfluss auf die südliche Mandschurei und Korea. Kurz danach begann Japan seine Kolonialisierung mit dem Ziel Südostasien unter seine Kontrolle zu bringen. Bereits ab 1942 kontrollierte Japan weite Teile Ost- und Südostasiens. Aus dieser Kontrolle entstanden in vielen Teilen Asiens Anti-Japan-Bewegungen. Am 28. April 1952 trat der Friedensvertrag von San Francisco in Kraft und beinhaltete die Gebietsabtretung Japans. Damit endete 1952 die Zeit der Japanischen Kolonialherrschaft.

## Wirtschaft in der Zeit des Ersten und Zweiten Weltkriegs
Nach der Jahrhundertwende entwickelte sich die Wirtschaft Japans in einer dualen Struktur. Während sich die Industrie, allen voran die Textilindustrie sowie die Schwerindustrie (Eisen-, Stahlproduktion und Schiffbau), vergrößerte und ein starkes Wachstum aufzeigte, ging die Entwicklung in der Agrarindustrie nur sehr schleppend voran. Obwohl wichtige Industriezweige modernisiert und neue hochmoderne Produktionsanlagen errichtet wurden, verblieb die Agrarindustrie in einem vormodernen Pachtsystem. Wenngleich die Zahl an großen, modernen Fabriken, die den Zaibatsu gehörten, wie z. B. Mitsubishi, wuchs und dort immer mehr Arbeitskräfte benötigt wurden, existierten weiterhin eine große Zahl an kleinen und mittelständischen Unternehmen, in denen immer noch die Hälfte der verfügbaren Arbeitskräften beschäftigt waren.:95f
Nach 1900 erlebte die Industrie in vielen Bereichen einen starken Anstieg. In der Textilindustrie überstieg der Export von Baumwoll- und Seidenprodukten 1907 die importierten Mengen. Es wurden erste große Produktionsanlagen in der Eisen- und Stahlindustrie errichtet und unter staatlicher Förderung und mit vielen Bemühungen einiger Zaibatsu arbeitete sich Japan bis 1918 zu einem der drei größten Schiffbauer der Welt herauf.

### Wirtschaftsboom im Ersten Weltkrieg
Während des Ersten Weltkrieges erlebte die Wirtschaft einen rasanten Aufschwung, und auf dem internationalen Markt fielen viele Konkurrenten Japans, wie Europa oder Amerika, weg, was den Weg für japanische Produkte international frei machte. Das führte zu einem Exportboom, der sich vor allem in der Baumwoll- und Rüstungsindustrie, aber auch in der Schwerindustrie zeigte.:101f Die Produktion von Gütern wie Eisen, Stahl, Schiffen und Rohseide wurde für den Export ausgebaut. Auch die Zaibatsu nutzen den Aufschwung und vergrößerten ihren Einfluss auf Bergbau, Schiffbau, Eisen- und Stahlherstellung und auf das Bankenwesen.
Mit dem Kriegsende nahm das starke Wirtschaftswachstum wieder ab. Ab 1919 begann die Zahl der exportierten Güter zu sinken und die internationalen Konkurrenz kehrte zurück. Es kam 1920 zur Inflation, nachdem 1919 die Preise in die Höhe geschossen waren und es eine Welle von spekulativen Geschäften gab.:53ff Der Rückgang der Wirtschaft nach Kriegsende und das verheerende Kantō-Erdbeben, das 1923 die Region Tokyo erschütterte, bei dem viele Produktionsanlagen zerstört wurden, führten zu einer starken Depression der Wirtschaft.

### Shōwa-Finanzkrise 1927 und Weltwirtschaftskrise 1929
Die Depression seit 1923 stürzte die Wirtschaft 1927 in eine Finanzkrise, nachdem Investitionen und Spekulationen während des wirtschaftlichen Aufschwungs im Ersten Weltkrieg zu einer sogenannten „Wirtschaftsblase“ (economic bubble) geführt hatten und diese zerstörte. Diese Entwicklungen führten zum Bankrott vieler Unternehmen. Die Shōwa-Finanzkrise kann als Vorreiter der Weltwirtschaftskrise angesehen werden, die Japan 1929/1923 traf.

### Erholungsphase

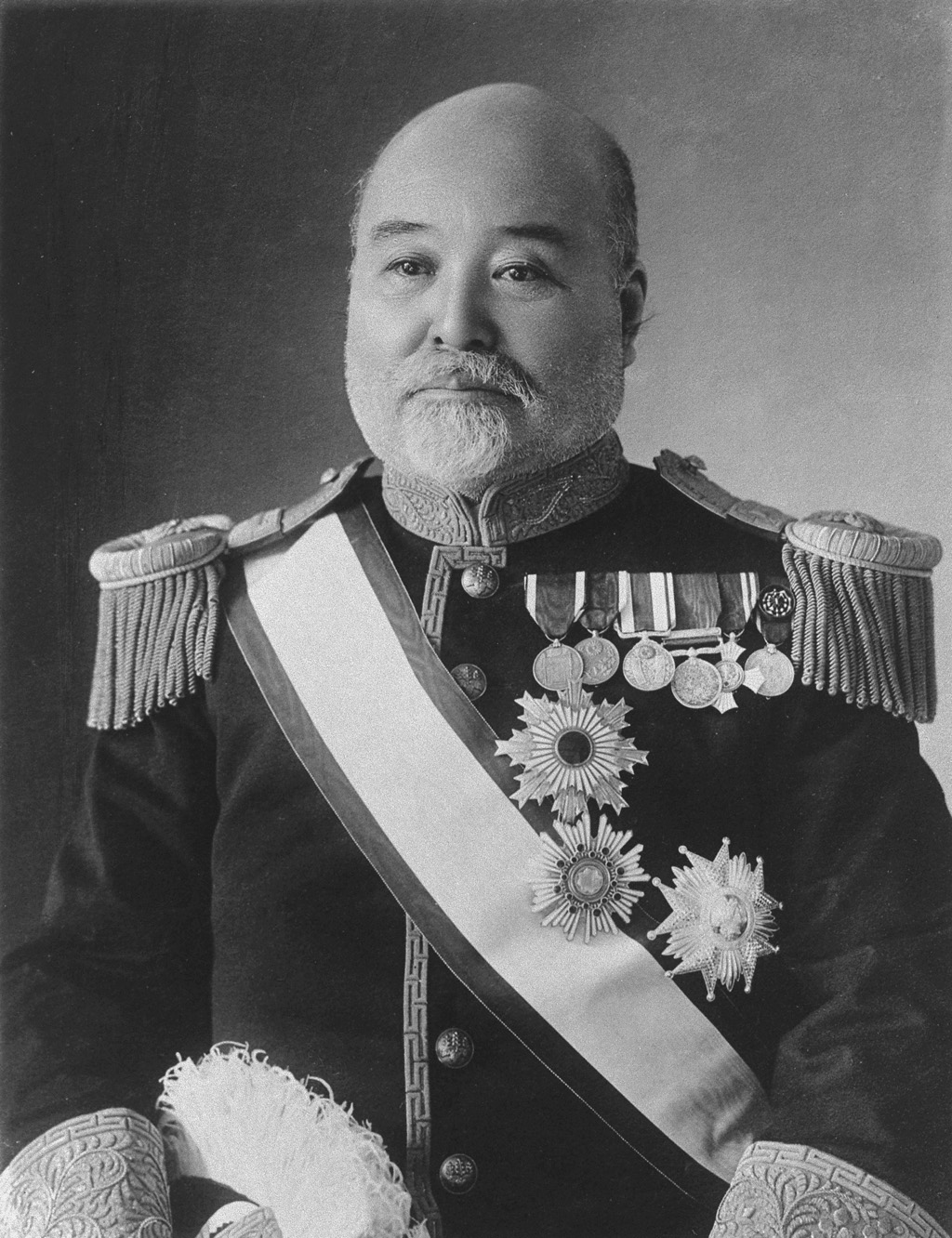
Takahashi Korekiyo

Die Wirtschaftspolitik des japanischen Finanzministers Takahashi Korekiyo plante, die Wirtschaft wieder aus der Krise zu führen. Mandschukuo, nachdem 1931 innerhalb der Mandschurei-Krise die Mandschurei durch Japan besetzt wurde, zu einem hochmodernen Schwerindustriestandort auszubauen, sorgte für einen raschen Aufschwung. Dieser wurde vor allem durch die Rüstungsindustrie und die Kriegsvorbereitung geprägt.
Auch wurden 1932 bis 1934 die Automobilherstellung und der Schiffbau für militärische Zwecke durch den Staat subventioniert, außerdem erhielt die Ölindustrie staatliche Steuererleichterungen. Seit 1930 neu entstandene Zaibatsu passten sich zwar an die neuen Wirtschaftsstrukturen an, waren aber weniger einflussreich als ihre Vorgänger.:63f
Ein Unternehmen, welches die wirtschaftlichen Interessen Japans unterstützen sollte, war Nanyo Kohatsu. Das Unternehmen war vor allem in Mikronesien und Südostasien tätig. Neben anderen Produktionsgütern wurden beispielsweise in Mikronesien Zuckerrohrplantagen und Zuckerraffinerien aufgebaut. Nanyo Kohatsu wurde zum größten Unternehmen in Mikronesien und bestimmte den Handel dort.

### Zweiter Japanisch-Chinesischer Krieg und Zweiter Weltkrieg
Während des zweiten Sino-Japanischen Krieges wurden die Wirtschaft weiter durch den Staat stark gefördert. Durch steigende Ausgaben für das Militär und die Kriegsrüstung wuchs die Produktion der Schwerindustrie gewaltig. Bis 1944 stieg die Produktion von Kriegsmaterialien, sowie Waffen und militärischen Fahrzeugen, trotz Seeblockaden weiter an.
Nach 1944 stieg die Nachfrage an den für den Krieg benötigten und geforderten Produkten so stark an, dass die Industrie sie nicht mehr decken konnte. Die Luftangriffe der Alliierten auf Japan 1944 zielten vor allem auf die industriellen Produktionsstätten und zerstörten diese größtenteils. Dies führte dazu, dass mit der Kapitulation Japans am 15. August 1945, der durch Aufrüstung und durch den Krieg hervorgerufene Aufschwung zu einem jähen Ende kam. Die Produktion in Bergbau und Industrie sank rasant und so lag Ende 1945 das Produktionsniveau nur noch bei einem Bruchteil des Vorkriegsniveaus. Obwohl die Wirtschaft während des Sino-Japanischen Krieges und des Zweiten Weltkrieges einen starken Aufschwung in der Schwerindustrie und allen voran in der Rüstungsindustrie erlebte, waren andere Wirtschaftssektoren, wie Agrarindustrie und Textilindustrie zum Stillstand gekommen. Bei Kriegsende 1945 lagen Kapazitäten in diesen Industrien nur noch bei einem geringen Teil der Vorkriegskapazität.
Während des Zweiten Weltkriegs wurden vor allem koreanische, taiwanesische und chinesische Zivilisten zur Zwangsarbeit eingesetzt. Diese Zwangsarbeiter mussten in Minen arbeiten oder wurden im Militär als Zwangssoldaten rekrutiert. Frauen wurden häufig auch zur sexuellen Sklaverei gezwungen.

## Besatzungszeit 1945–1952

### Reformperiode (August 1945–Februar 1947)
Während der Besatzungszeit Japans führte der SCAP mehrere Reformen durch, die später unter dem Namen „Wirtschaftliche Demokratisierung“ zusammengefasst wurden. Sie waren größtenteils Landwirtschafts-, Arbeits- und Industriereformen. Um massive Hungersnöte zu verhindern, stellten die USA unter der Leitung von GARIOA und EROA (Economic Relief in Occupied Areas) ein Hilfsprogramm auf, das einen Teil von Japans Importkosten bezahlte und Petroleum als Ersatztreibstoff lieferte. Außerdem wurden unter japanischen Führungskräften eine sogenannte „wirtschaftliche Reinigung“ durchgeführt, die besonders die japanische Wirtschaftselite belastete. Statt Reparationszahlungen wurde Maschinenwerkzeug im Wert von 35 Mio. US$ versendet, aber gemäß dem Friedensvertrag von San Francisco wurden nach der Besatzungszeit Reparationszahlungen geleistet. Der SCAP führte außerdem eine Währungsreform durch und stellte den „neuen Yen“ vor, diese Reform scheiterte jedoch bald durch ihre zu strenge Durchführung.
Die japanische Regierung befasste sich währenddessen mit der Revitalisierung und Modernisierung Japans, sah sich aber bald mit zu großen außerplanmäßigen Ausgaben konfrontiert, die die Steuereinnahmen nicht decken konnten. Außerdem sah sich das Geschäftsbankwesen in Japan in Schwierigkeiten, nachdem die Währungsreform und die Inflation einen Bankensturm verursachten. Die Inflation zeigte sich vor allem in Verkaufsengpässen und sich verdoppelnden Preisen, denen durch die Kombination von Preiskontrollen, SCAPs „neuen Yen“ und Fördermittel entgegengewirkt werden sollte. 1946 wurden zwei wichtige Behörden gegründet, das ESB (Economic Stabilization Board) und die RFB (Reconstruction Finance Bank). Diese leiteten unter SCAP ein Programm mit Preiskontrollen, Subventionen (ESB) und Langzeit-Darlehen (RFB), die durch die Bank of Japan unterstützt wurden.

### Gegenstromperiode (Februar 1947–Dezember 1948)
1947 ersetzte der SCAP alle freien Tarifverhandlungen mit einem 3-Punkte-Lohnkontrollprogramm, um der Inflation weiter entgegenzuwirken. Aufgrund zunehmender Beschwerden, auch den ausgeschlossenen privaten Handel betreffend, lockerte der SCAP seine Gesetze. Die ESB-RFB-Kombination warb weiterhin für den verlustfinanzierten Wiederaufbau und damit auch zum Beispiel für die Bilanzierung des japanischen Gesamtbudgets, um den finanzwirtschaftlichen Druck durch die Bank of Japan zu verringern. Außerdem sollten zum Budget-Ausgleich öfter und höhere Steuern eingetrieben werden, was nach gescheiterter Professionalität zu „Anti-Steuer-Demonstrationen“ und Beschwerden oppositioneller Politiker führte. Diese zunehmende Kritik ließ Japans Regierung schließlich Wirtschaftsexperten hinzuziehen, der Banker Joseph M. Dodge wurde zum Direktor für Finanzen des SCAP ernannt. Dodge unterstützte die freie Marktwirtschaft, stellte private Unternehmen vor öffentliche Betriebe und sah Preiskontrollen und Subventionen als nicht nützlich an. Außerdem befürwortete er niedrige Steuersätze, das Prinzip des Budget-Ausgleichs und die strenge Regulierung des Geldflusses. Seine Vorgehensweise wurde später als „Dodge Line“ bezeichnet.

### Dodge-Line-Periode (Dezember 1948–Juni 1950)
Das Dodge-Programm verlangte nach einem einheitlichen Umrechnungskurs (360 Yen = 1 US$), der schließlich durch die japanische Regierung befürwortet wurde und Kapitaltransaktionen erleichterte. Außerdem sollte damit die Abwanderung aus Japan und der Ankauf billiger japanischer Anlagen durch ausländische Unternehmen verhindert werden. Ein unerwarteter Nachfrageschwund 1949 führte zu Unternehmenspleiten und Arbeitslosigkeit. Kleinere Firmen ließen zum Teil ganze Gehaltsabrechnungen an den Staat aus, um ihre Arbeiter zu bezahlen, während japanische Bauernfamilien unter zu geringen Preisen von landwirtschaftlichen Produkten litten. Durch die Rezession wurde ein Überschuss an unverkäuflichen Beständen ausgelöst, der die Produktion sperrte. Potentielle Kunden warteten auf einen Preisumschwung, die japanische Regierung befürchtete hier aber Paniken und Bankrotts und vermied den generellen Preisumschwung durch Darlehenserhöhung der Geschäftsbanken. Das 1948 neu gewählte Parlament unter Premier Yoshida Shigeru (und Finanzminister Ikeda Hayato) argumentierte, dass die Rezession nur zur Stärkung der Opposition und zur Schwächung der Liberalen Partei führen würde. Sie strebten nach der Auflösung der GARIOA-EROA-Geldanlagen, dem Aufschub der lokalen Steuererhöhung und der Autorisierung des verlustfinanzierten Wirtschaftens. Die Beziehung zwischen SCAP und Ikeda verschlechterte sich folglich erheblich.

### Koreakrieg-Periode (Juni 1950–April 1952)

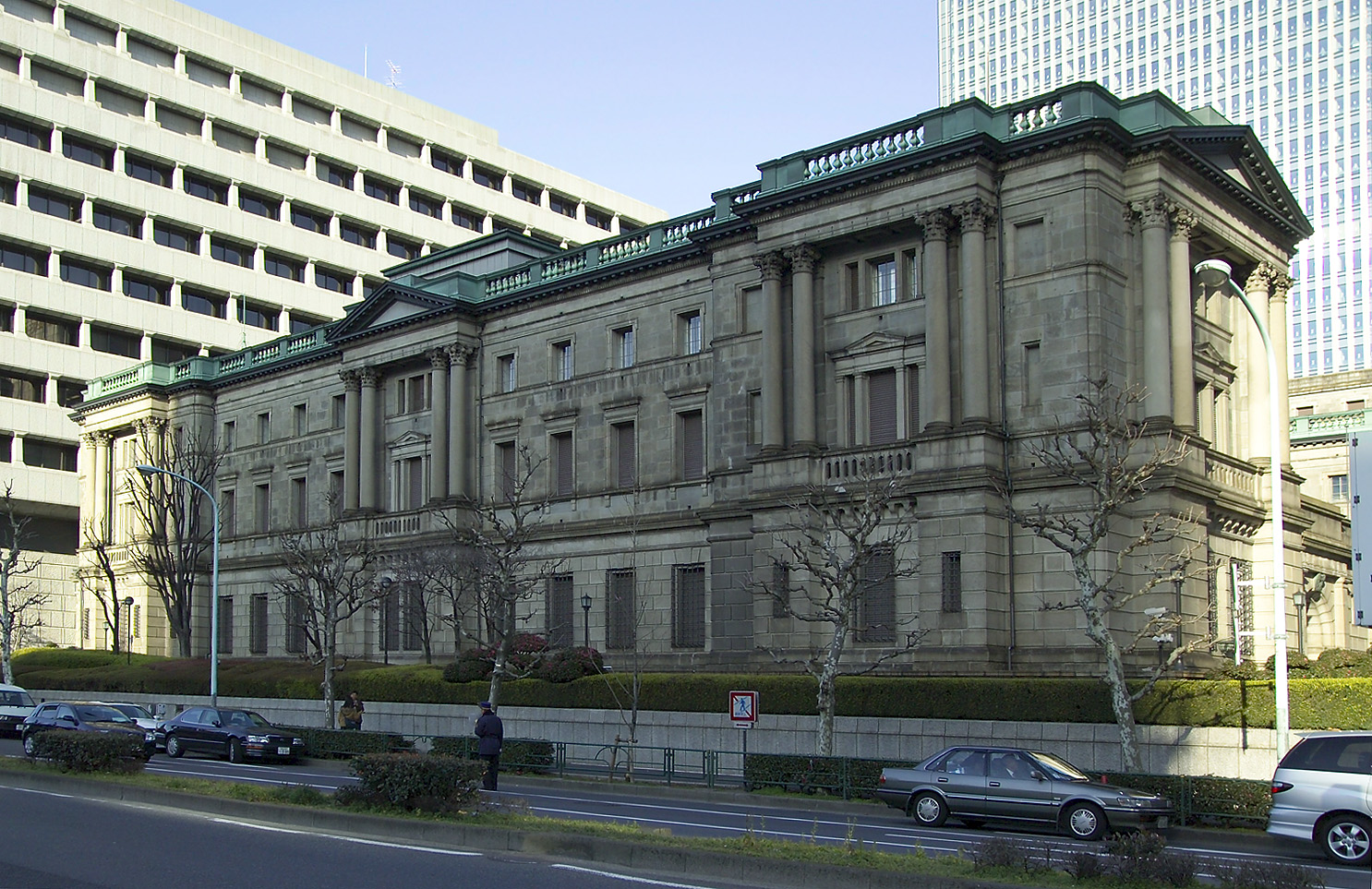
Hauptgeschäftsstelle der Bank of Japan in Nihonbashi, Tokyo

Der Ausbruch des Koreakrieges war für die japanischen Behörden sowie den SCAP völlig unerwartet, was zum teilweisen Verfall der vorher aufgebauten Machtstellung des SCAPs führte. Die japanische Wirtschaft boomte, besonders aufgrund des Nachfrageaufschwungs durch die in Korea stationierten US-amerikanischen Streitkräfte, und war infolgedessen stark exportorientiert. Der Geldfluss wurde für japanische Nutzung durch die GARIOA-EROA-Geldanlagen und das Dodge-Programm angeschoben. Das Programm selbst hinterließ drei grundlegende Maßnahmen: die Budgetbilanzierung, die Umtauschrate Yen-Dollar und die Liquidation der Preiskontrolle. Außerdem trat das Problem der Überschuldung auf, die Geschäftsbanken verliehen mehr, als sie als Einlagen besaßen. Die Bank of Japan glich diese Schulden aus, indem sie eigene Reserven als Anlagen lieh, wozu der SCAP eher kritisch stand, man befürwortete diese unorthodoxe Methode nur, weil sich Japan in einer Zeit der Feindseligkeit mit Korea befand.

## Wirtschaftswachstum 1950er/1960er Jahre
1951 wurde das Ministerium für internationalen Handel und Industrie (MITI, später Zusammenschluss zu METI) gegründet, das unter der japanischen Regierung Wirtschafts- und Industriepläne verfasste. Zwischen 1950 und 1980 wurden in diesem Zuge mehrere Fünfjahrespläne verfasst. Außerdem wurde die globale Vermarktung japanischer Produkte strategisch unterstützt und gefördert, was Japans Exportunternehmen auf dem Weltmarkt aufsteigen ließ. Die Strategie befasste sich mit unterschiedlichen betriebswirtschaftlichen Bereichen und stellte fortan ein Vorbild für westliche Managementschulen und auch zum Beispiel für die Wirtschaftsplanung der Tigerstaaten dar.
Das starke Wirtschaftswachstum von 1955 bis 1961 auf Basis des Umschwungs von der industriellen Struktur zur Schwer- und Chemieindustrie machte den Weg in die „Goldenen 60er“ frei. Nachdem sich die Wirtschaft nach dem Zweiten Weltkrieg erholt hatte, wurde Japan vor allem durch die USA aufgefordert, seinen Markt zu öffnen und zu liberalisieren. Im Juni 1960 wurden durch den neu gewählten Premierminister Ikeda Hayato Pläne zur Liberalisierung des internationalen Handelsaustausches vorgestellt (auch „Ikeda-Pläne“), in denen die Liberalisierungsrate in drei Jahren von 40 % auf 80 % ansteigen sollte. In diesem Zuge wurde der Einkommensverdopplungsplan verabschiedet, welcher das Volkseinkommen verdoppeln sollte. Schon im Oktober 1962 war die Liberalisierungsrate auf 88 % angestiegen. Außerdem wurde Japan 1963 zu einem Mitglied des Internationalen Währungsfonds (IMF) und 1964 Mitgliedsstaat der 1961 gegründeten OECD.
Mitte der 1960er Jahre kam es zu einem Wandel in der Industrie, man verließ sich nicht mehr so stark auf die Textilindustrie als größten Exportfaktor, sondern legte mehr Wert auf die Schwerindustrie und die sich entwickelnde Automobilindustrie. Zum Beginn der 1970er Jahre verstärkte Japan abermals seine Bemühungen, seine Wirtschaft zu liberalisieren. Innerhalb eines 4-Stufen-Systems wurden die Märkte zahlreicher Industrien um 50 % oder sogar um 100 % liberalisiert, unter anderem zum Beispiel der Schiffbau, die Automobil- und Stahlindustrie. Die Liberalisierungspläne bewirkten eine Welle von neuen Investitionen und Produktionsanlagen in der Industrie und waren einer der Hauptfaktoren für die Beschleunigung der Wirtschaft. Außerdem brachte die Liberalisierung die japanische Wirtschaft der Marktwirtschaft näher, nachdem die Regierung die Kontrolle über den Außenhandel verringerte.

## Wirtschaftskrise ab 1973
Durch den Investitionsboom wuchs die Wirtschaft weiter, aber auch die Inflationsrate stieg an und die Geldentwertung geschah mit immer schnellerer Geschwindigkeit. Als im Winter 1973 die OPEC die Ölpreise vervierfachten (sh. Ölpreiskrise 1973), sah sich Japan in Schwierigkeiten. Drei Viertel der japanischen Energieversorgung wurden durch Öl gedeckt (davon 85 % aus dem Nahen Osten) und dadurch vergrößerte sich die Ölrechnung 1974 um über 250 % und beanspruchte damit mehr als ein Drittel der Exporterlöse, wo es vorher nur etwa 15 % gewesen waren. Die Drohungen der OPEC, die Produktionen und Exporte drastisch einzuschränken, ließen Unsicherheiten und Ängste hochkommen.
Der weitere Anstieg der Kosten verlangsamte die Wachstumsrate der Wirtschaft und zeigte sich als Auswirkung in strikten Finanzierungsplänen im Investitions- und Nachfragebereich 1974 bis 1975. Dies führte letztendlich zum bis dahin schwersten Konjunktureinbruch der japanischen Wirtschaft nach dem Zweiten Weltkrieg. Die Depression war verbunden mit einer nur mäßig fallenden Inflationsrate, Defiziten in der Leistung- und Handlungsbilanz und dem Anstieg der Arbeitslosenquote, der Großhandelspreise und der Lebenshaltungskosten. Nach der Krise 1973 fand Japan nicht mehr zu seinem vorherigen Wirtschaftswachstum der 1960er Jahre zurück. Zwar wurde das Exportwachstum nicht stark beeinflusst, aber die Kapitalbildung und die privaten Investitionen hatten die Krise erst Ende der 1970er Jahre verarbeitet. Obwohl Japans Industrie nun (nach der zweiten Ölkrise 1978) energie- und rohstoffsparender arbeitete (zum Beispiel durch den Einsatz von Atomenergie) und damit einige Einsparungen erwirtschaften konnte, blieb die Finanzierung des Imports weiterhin ein großes Problem. Außerdem hinterließ die Krise 1974/75 durch den vorher geschehenen Investitionsboom unausgelastete Kapazitäten und somit einen zu geringen Auslastungsgrad und nur wenig Investitionsbereitschaft, gepaart mit stark gestiegenen Arbeits-, Material- und Kreditkosten.
Auch die Industrien, die in den „Goldenen Sechzigern“ noch aufblühten, wurden beeinflusst, besonders die Eisen- und Stahlindustrie, der Schiffbau, die petrochemische und die Textilindustrie. Dies hatte unterschiedliche Gründe, vor allem aber waren dies die Auswirkungen des tendenziell rückläufigen Bedarfs, des Anstiegs der Rohölpreise und der billigeren Verkaufspreise der neuen Entwicklungsländer Südostasiens. Allerdings konzentrierte sich die japanische Wirtschaft nun mehr auf Technologieentwicklung und Forschung, was ein Wachstum in Elektroindustrie und Maschinenindustrie bewirkte.
In den späten 1970er Jahren erfuhr Japan, dass es „schwieriger sein kann, eine fortgeschrittene, technologie- und kapitalintensive Industriewirtschaft nach den Erfordernissen der Weltmärkte umzubauen, als solch eine fortgeschrittene, technologie- und kapitalintensive Industriewirtschaft nach fremdem Vorbild und mit fremder Hilfe aufzubauen“. Zwar schien diese Erkenntnis schneller verarbeitet zu sein als bei vergleichbaren westlichen Wirtschaftsmächten, aber es blieb trotzdem bis dato fraglich, ob Japan jemals wieder auf das Wirtschaftswachstum der 1950er bis 1960er Jahre zurückfinden würde.

## Wirtschaftskrise der 1980er Jahre

### Weg in die Wirtschaftskrise
In den Jahren nach dem Krieg fing die japanische Regierung an die heimischen Märkte zu schützen, um der Wirtschaft eine Chance auf Erholung zu bieten. Man versuchte, eine geschützte Zone zu errichten, indem man den japanischen Markt gegenüber Importen abriegelte. In der Zeit der 1950er und 1960er Jahre wuchs die japanische Wirtschaft fast zweimal so schnell, wie in anderen Industrienationen. Es war eine Zeit des intensiven Sparens und der hohen Investitionen.
Dieser große Unterschied im Wachstum wurde eingeebnet, als Japan die Folgen der ersten Rohöl-Krise 1973 zu spüren bekam. Hinzu kam, dass Japan bisher ein immenses Wirtschaftswachstum hatte, da es unter anderem Knowhow aus anderen Ländern importierte und dieses Knowhow z. B. in der Schwerindustrie einsetzte. Die Wirtschaft verschob sich ab 1955: Waren 1955 noch knapp 40 % der arbeitenden Bevölkerung in der Agrarwirtschaft tätig, so reduzierte sich bis 1970 dieser Anteil auf 17 %. Dieser Aufholeffekt konnte nicht mehr fortgesetzt werden als Japan mit den USA und anderen Industrienationen gleichzog und konkurrenzfähig wurde. Man profitierte nicht mehr vom Windschatten der Großen und das starke Wachstum ging zurück.
Daraufhin entwickelte Japan ein großes Haushaltsdefizit im Verhältnis zu seinem GNP, unter den G7 das Zweitgrößte nach Italien. Die staatliche Verschuldung Japans verzwölffachte sich bis 1979. Das japanische Finanzministerium kam deshalb zu dem Schluss, dass man versuchen müsste, über einen Leistungsbilanzüberschuss die Staatsschulden zu reduzieren. Mit diesem Plan überstand die japanische Wirtschaft die zweite Rohöl-Krise 1979 besser: Es gab eine geringe Inflation und das Wirtschaftswachstum ging nicht so stark zurück wie bei anderen Nationen.
Ende der 1970er Jahre verschob sich der Fokus der japanischen Wirtschaft allerdings wieder. Man lenkte die Wirtschaft in eine mehr serviceorientierte Richtung. Der Tertiäre-Sektor wurde ausgebaut und wuchs bis 1990 auf 59,2 % an. Trotz des Anstiegs im Bereich des Tertiären-Sektors blieb der Sekundär-Sektor stabil und fiel kaum ab.
Japan entwickelte eine Führungsposition im Bereich Telekommunikation und Hochtechnologie. Diese kam unter anderem dadurch zustande, dass Japan in den Jahren nach dem Krieg, nicht im Bereich der Waffenindustrie, wie z. B. die USA, sondern im Bereich Technologie forschte. Der Handel und das Verarbeiten von Informationen wurde zu einem wichtigen Schlüsselelement der japanischen Wirtschaft. Längst konkurrenzfähig und eine Vorreiterposition im Bereich Hochtechnologie einnehmend geriet das japanische Wirtschaftsprinzip der Handelshemmnis auf Import zunehmend in Kritik, vor allem durch die USA. Man drängte auf eine Liberalisierung des japanischen Marktes. Die USA selbst verhängten eine Vielzahl von Importhemmnissen gegen Japan. 1981 sagte Japan im Rahmen einer freiwilligen Selbstbeschränkung der Autoausfuhr zu, nur noch 1,68 Millionen Fahrzeuge nach Amerika zu exportieren, etwa 7 Prozent weniger als 1980.
Schließlich deregulierte Japan seine Märkte: Unter anderem wurden durch die Regierung festgelegte Obergrenzen bei Zinssätzen aufgehoben, und es wurde Firmen erlaubt sich Geld im privaten Bereich und im Ausland zu leihen.
Dies führte dazu, dass die Aktienpreise in Japan in die Höhe schnellten. Der Durchschnitt des Nikkei vervierfachte sich, wobei der Dow Jones in New York sich nur verdreifachte. Es war für japanische und ausländische Firmen billig geworden, Eigenkapitalfinanzierung zu betreiben. Grund dafür war das hohe Preis-Ertrags-Verhältnis in Verbindung mit geringer Dividendenrendite. Durch das Prinzip der Keiretsu (wörtlich: ‚Reihe‘, ‚Linie‘) und weil Firmen gegenseitig die Aktien der anderen hielten, profitierten man umso mehr vom Aktienanstieg. Doch nicht nur große Unternehmen profitierten vom Aktienmarkt, auch Kleinunternehmer und private Haushalte gingen als Profiteure hervor.
1985 kam es dann durch das Plaza-Abkommen zur Aufwertung des Yens von ca. 230 auf ca. 160 Yen im Verhältnis zum Dollar. Hierdurch floss eine große Menge Kapital in den japanischen Immobilien- und Aktienmarkt und Preise für Aktien und Grundstücke stiegen weiter an.

### Die Wirtschaftsblase
Als Bubble Economy wird die wirtschaftliche Hochkonjunktur von ca. 1985–1990 bezeichnet. Die Japaner bezeichnen sie als Baburu Keiki (バブル景気, dt. „Blasen-Hochkonjunktur“).
Anträge und Bitten nach einer makroökonomischen Reform bekamen zusätzliche Unterstützung aus Japan vom ehemaligen Präsidenten der Bank of Japan, Haruo Mayekawa. Es wurde eine Forschungsgruppe zur „Anpassung der Wirtschaftsstrukturen zwecks internationaler Zusammenarbeit“ gegründet. Sie fungierte gleichzeitig als persönliches Beratungsgremium des Ministerpräsidenten Nakasone und schlug Strukturveränderungen zur Ausweitung der Inlandsnachfrage vor, um die Leistungsbilanzüberschüsse abzubauen bzw. zu verhindern.
Durch zahlreiche Investitionen und den erstarkenden Yen wurden japanische Güter immer günstiger. Man versuchte, dem Konjunkturtief mit einer Senkung des Leitzinses entgegenzuwirken. Dieser wurde von 1987 bis 1989 auf bis zu 2,5 % gesenkt. Der starke Yen stimulierte die Investitionen, welche darauf abzielten, Güter in ihrer Qualität zu steigern, um mit ihnen auf einem höheren Preisniveau konkurrieren zu können. Ausländische Vermögensanlagen schienen wertlos für Japaner. Heimische Vermögensanlagen wurden immer attraktiver. Vor allem an der Börse und auf dem Grundstücksmarkt kam es schnell zu Preisspekulationen. Der Nikkei Aktienindex erreichte den bis dato höchsten Wert am 29. Dezember 1989 mit einem Tageshöchstwert von 38,957.44. Das Angebot an Immobilien, Aktien und Staatsanleihen wuchs so schnell, dass die Regierung kurzzeitig sogar 100-Jahres Anleihen verkaufte. Bankangestellte wurden aufgefordert Kunden dazu zu bewegen, mehr Einlagen in die Banken einzuzahlen. Dieses Geld wurde schnell wieder in Form von Grundstücksdarlehen ausgegeben. Solange die Kunden Grundstück besaßen, waren die Banken gewillt, mit Eigentum jeglicher Art gesicherte Darlehen zu vergeben. Zusätzlich vergaben die Banken risikoreiche Darlehen an jeden, der anfragte, da Bonitätsprüfungen vernachlässigt wurden. Es herrschte der Irrtum, dass Grundstückspreise nur steigen, aber nicht fallen könnten.
Die Grundstückspreise schaukelten sich unaufhaltsam in die Höhe, bis zu einem Punkt, an dem sie in Tokios Luxusbezirk Ginza bis zu 1,5 Millionen Dollar pro m² erreichten und damit extrem überbewertet wurden. 1989 war der Gesamtwert aller Grundstücke viermal so hoch wie in den USA. Dies hatte zur Folge, dass selbst nach dem Platzen der Blase, im Jahr 2004 die Preise für Grundstücke in Tokios Finanzbezirken zu den teuersten der Welt gehörten.
Um weiteres Ansteigen einzudämmen, erhöhte die japanische Zentralbank im Jahr 1991 die Zinsen und beschränkte die Vergabe von Krediten für Grundstück und Bauvorhaben stark. Ein Jahr später wurde die Beschränkung wieder entfernt, da Infrastrukturprojekte nicht durchgeführt wurden. Die Nachfrage nach Grundstücken ging rapide zurück. Die Banken wurden zurückgelassen mit Krediten, deren Kreditsicherheit nur noch ein Bruchteil des Wertes besaß, zu dem der Kredit bewilligt worden war. Durch den Zusammenbruch der Märkte lösten sich Billionen Dollar in Luft auf. Unternehmer und Firmenmanager bekamen Panik und wollten sich so schnell wie möglich aus dem Markt zurückziehen. Da die japanische Wirtschaft zu einem großen Teil von Reinvestitionen betrieben wurde, traf sie das Platzen der Blase besonders schwer. Unternehmen gingen bankrott oder wurden mittels staatlicher Subventionen am Leben erhalten, um keine Angestellten entlassen zu müssen. Diese unprofitablen Zombie-Unternehmen, ehemals „Too big to fail“, waren später maßgeblich an der wirtschaftlichen Stagnation beteiligt.
Privatpersonen hatten kurz vor dem Platzen der Blase teilweise mehr Geld investiert, als sie in ihrem ganzen Leben hätten verdienen können. Investitionen wurden vermehrt im Ausland getätigt und Japan verlor seine Position als Technologieführer. Japanische Produkte wurden immer weniger konkurrenzfähig, der Konsum ging zurück. Dies verursachte die darauffolgende Deflationsspirale – auch bekannt als Ushinawareta (Ni-)Jūnen (dt. die verlorenen Jahrzehnte).

### Deflation

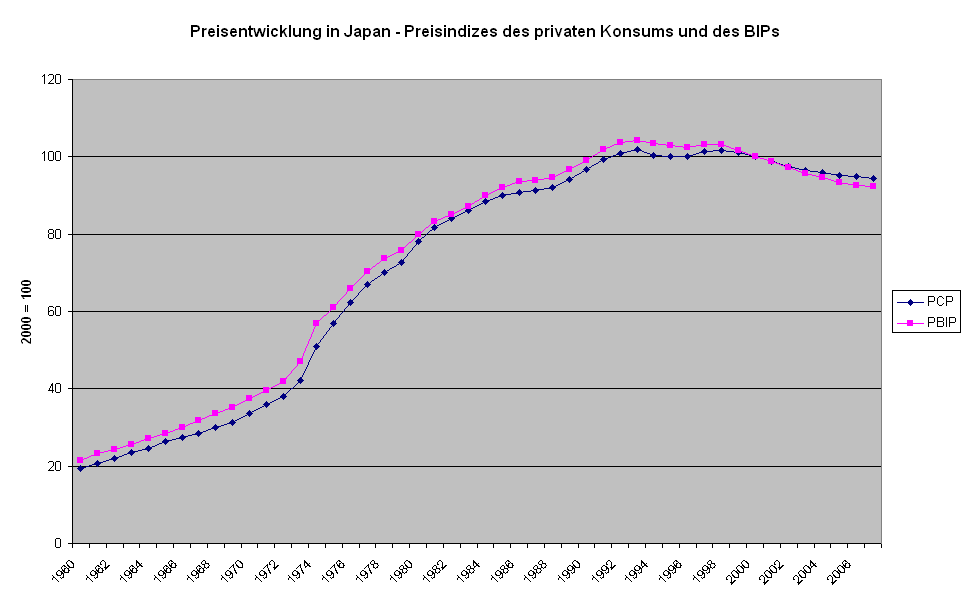
Preisentwicklung von 1980 bis 2008

Das Zerplatzen der Bubble und der drastische Wechsel in der Geldpolitik Japans führte zu einer starken Rezession. Zuerst betraf diese die Aktien- und dann auch die Immobilienpreise. War der Vermögensanstieg und die Nachfrage nach japanischen Waren in den 1980er Jahren durch den Boom noch gewaltig, stand die nun folgende Rezession in ihrem Ausmaßen diesem in nichts nach. Der Vermögensverlust zwang die Konsumenten in Japan zu einem Umdenken in ihrem Kaufverhalten. Dies äußerte sich in einem starken Rückgang im Konsum und trug mit zur Stagnation der Wirtschaft bei.
Auch die immer mehr an Bedeutung und Wirtschaftsmacht gewinnenden Tigerstaaten zwangen die Keiretsu zu einer Reaktion auf den Preisverfall. Japanische Firmen begannen in Ländern, mit einem geringeren Preisniveau als Japan zu produzieren. Der immer stärkere Preisverfall und der Import von billigeren Produkten aus anderen asiatischen Ländern, führte zu einem Boom der Discounter-Industrie. Sie unterboten das japanische Preisniveau, indem sie bestehende japanische Handelsstrukturen umgingen. Japanische Produktionsstätten waren nicht annähernd ausgelastet und dies führte mit dem Rückgang des Konsums zur Deflation. In diesem Kontext lässt sich von einer Deflationsspirale sprechen.
Die japanische Regierung versuchte, der Deflation mit einer ausgeprägten Fiskalpolitik entgegenzuwirken. Dies zeigte zunächst Wirkung, doch auf die Empfehlung der OECD und des IWF hin, begann Japan mit einer kontraktiven Fiskalpolitik. Trotz dieser Maßnahmen blieb die Deflation in ihrem Ausmaß weiter bestehend. Ein Sparparadoxon entstand. Auch ein weiteres Senken des Zinses durch die Zentralbank und das Aufkaufen privater Wertpapiere, konnte die privaten Konsumenten nicht zu Mehrausgaben motivieren.
Erst als die Regierung begann ein Programm zur Umstrukturierung marktwirtschaftlicher Prozesse auf den Weg zu bringen und die japanische Zentralbank 2003/4 anfing faule Kredite aufzukaufen, besserte sich die Situation.
Die Wirtschaftskrise 2007 stürzte Japan allerdings wieder in die Deflation. 2009 betrug diese 2,4 % und hatte damit sogar den Wert der Deflation in der verlorenen Dekade übertroffen. Durch die nun schon zwei Dekaden anhaltende Deflation spricht man inzwischen schon von Ushinawareta Nijūnen („Zwei verlorene Dekaden“).

### Bezug zur Asienkrise
Um steigende Lohnkosten zu vermeiden, errichteten japanische Unternehmen Produktionsstätten in südostasiatischen Ländern wie z. B. Indonesien, Malaysia oder den Philippinen. Dies trug zum starken wirtschaftlichen Wachstum der Tigerstaaten bei. Durch die finanzielle Liberalisierung der Finanzsektoren dieser Länder entstand in den 1990er Jahren ein regelrechter Kreditboom in Asien. Das Mitte der 1990er Jahre sehr niedrige Zinsniveau in Japan galt als Faktor, der asiatische Banken dazu verleitete, Fremdwährungskredite in Yen aufzunehmen. Aus Profitgier sahen die kreditgebenden Banken aber keine Notwendigkeit, ihre Sicherheiten gegen eine plötzliche Änderung des Dollar Wechselkurses abzusichern. Kredite in Fremdwährung waren kurzfristig ausgelegt, wobei die von den Banken im Inland vergebenen Kredite langfristig und in Landeswährung ausgegeben wurden. Bis 1995 konnte somit von der Stärke des Yen bzw. der Schwäche des Dollars profitiert werden. Die Südostasiatischen Staaten waren international konkurrenzfähig und verzeichneten ein stark von Exporten beeinflusstes Wachstum.
Als dann plötzlich der Dollar gegenüber dem Yen und den europäischen Währungen stieg, führte dies zu einem großen Leistungsbilanzdefizit. Die gravierenden Unterschiede von Laufzeit und Währung zwischen den aufgenommenen Krediten sorgten dafür, dass die Kredite nicht pünktlich zurückgezahlt werden konnten und hohe Auslandsschulden entstanden.
Ähnlich wie in Japan Ende der 1980er Jahre wurde bei der Kreditvergabe wenig Wert auf Kreditwürdigkeit gelegt. Viele Investoren sahen in Südostasien einen Zukunftsmarkt, an welchem sie ihre Teilnahme mit wenig Eigenmitteln und billigen Yen-Krediten finanzierten. Als die asiatischen Währungen fielen, wurde dieses Kapital schnell abgezogen. Die Investoren verkauften ihre Anlagen und die asiatischen Länder wurden in ihrer Bonität herabgestuft. Die japanische Wirtschaft hat sich bis heute nicht von der Asienkrise erholt.